# American Public Gardens Association
De American Public Gardens Association (APGA) is een non-profitorganisatie van publiek toegankelijke tuinen in Noord-Amerika, waaronder botanische tuinen, natuurtuinen en arboreta. De organisatie is opgericht in 1940 en stond tot 2006 bekend als de American Association of Botanical Gardens and Arboreta (AABGA). De meer dan 500 instituten die lid zijn van de APGA bevinden zich in 50 staten van de Verenigde Staten, het District of Columbia en zeven andere landen. De individuele leden van de organisatie wonen in alle staten, het District of Columbia, Canada en 24 andere landen. 
De American Public Gardens Association houdt zich bezig met de promotie van uitwisseling van kennis, educatie, professionele ontwikkeling, publieksvoorlichting, behoud van planten en onderzoek. De organisatie is aangesloten bij de Council on Botanical and Horticultural Libraries (CBHL), een internationale organisatie van individuen, organisaties en instituten die zich bezighouden met de ontwikkeling, het onderhouden en het gebruik van bibliotheken met botanische literatuur en literatuur over tuinen. Tevens is de APGA aangesloten bij de American Institute of Biological Sciences (AIBS), een wetenschappelijke associatie die zich richt op het bevorderen van biologisch onderzoek en onderwijs in de Verenigde Staten. Ook is de APGA aangesloten bij de Plant Conservation Alliance (PCA), een samenwerkingsverband dat zich richt op de bescherming van planten die van nature voorkomen in de Verenigde Staten.
De American Public Gardens Association is onderverdeeld in een drietal afdelingen die zich op een bepaald soort publieke tuinen richt. De College and University Garden Section  richt zich op tuinen die verbonden zijn aan colleges en universiteiten. De Small Gardens Section richt zich op kleine publieke tuinen. De Historic Landscapes Section richt zich op historische landschappen. 

## Aangesloten instituten

### Canada
- Canadian Botanical Conservation Network

### Nieuw-Zeeland
- Christchurch Botanic Gardens

### Verenigde Staten
- Arboretum at Flagstaff
- Arizona-Sonora Desert Museum
- Arnold Arboretum
- Atlanta Botanical Garden
- Bartram's Garden
- Brooklyn Botanic Garden
- Chicago Botanic Garden
- Cincinnati Zoo and Botanical Garden
- Denver Botanic Gardens
- Desert Botanical Garden
- Fairchild Tropical Botanic Garden
- Frederik Meijer Gardens and Sculpture Park
- Holden Arboretum
- Honolulu Botanical Gardens
- Lady Bird Johnson Wildflower Center
- Lyon Arboretum
- Missouri Botanical Garden
- Morton Arboretum
- National Tropical Botanical Garden
- New England Wild Flower Society
- New York Botanical Garden
- North Carolina Botanical Garden
- North Carolina Arboretum
- Rancho Santa Ana Botanic Garden
- San Francisco Botanical Garden
- Santa Barbara Botanic Garden
- State Botanical Garden of Georgia
- St. George Village Botanical Garden
- United States Botanic Garden

### Verenigd Koninkrijk
- Eden Project